# Rudolf Luskač
Rudolf Luskač (21. prosince 1899, Rájec nad Svitavou, dnes Rájec-Jestřebí – 26. června 1971, Praha) byl český spisovatel, romanopisec a povídkář.

## Život
Rudolf Luskač se narodil v Rájci nad Svitavou jako syn Rudolfa Luskače, úředníka v lihovaru v sousedním Jestřebí. V rodišti vychodil obecnou školu a roku 1909 se s rodiči přestěhoval do Prahy, kde navštěvoval reálné gymnázium (maturoval roku 1917) a poté v letech 1917–1918 studoval na lesnické akademii v Zákupech. Vojenskou službu vykonával na Slovensku, kde po porážce Maďarské republiky rad pomáhal při útěcích komunistů a byl proto roku 1921 zatčen. Po propuštění emigroval do Saska a vystudoval tam Vysokou lesnickou školu (absolvoval roku 1926).
Roku 1927 odjel do Sovětského svazu. Nejprve zde pracoval jako inženýr-mechanizátor lesního průmyslu v Karélii a od roku 1932 jako vedoucí Leningradského státního trustu lesního hospodářství. V souvislosti se svou profesí procestoval Střední Asii, ruský Dálný východ, černomořskou oblast, Kavkaz, Turkmenistán, Kazachstán, Ukrajinu i sibiřskou tajgu. Roku 1941 vstoupil do 1. československého armádního sboru Ludvíka Svobody a s ním přišel roku 1945 do Prahy jako velitel autokolony, přičemž i po válce zůstal do roku 1950 ve svazku s armádou.
Roku 1950 byl v souvislosti s politickými procesy v Československu zatčen, devět měsíců vězněn, ale naštěstí pro něho byla obvinění prohlášena za falešná. Po propuštění začal pracovat v redakci Světa sovětů, v letech 1951–1960 byl zaměstnán v oddělení sovětských poradců na Ministerstvu lesů a dřevařského průmyslu a od roku 1960 v oddělení přidružené výroby a myslivosti Správy lesního hospodářství ministerstva zemědělství, lesního a vodního hospodářství. Působil také jako odborný tlumočník Rady vzájemné hospodářské pomoci, kde využíval vynikající znalost ruštiny a němčiny. Roku 1963 se stal spisovatelem z povolání.
Luskač začal publikovat od poloviny 20. let 20. století lovecké příběhy a fejetony v německých časopisech (například v Rote Fahne). Jeho první prozaické knihy Cesta v ledu (1932) a Karelské léto (1933) vyšly za jeho pobytu v Sovětském svazu rusky. Přispíval do novin a časopisů, kde také vycházely jeho knihy na pokračování: ve Světě sovětů roku 1964 Na loveckých stezkách, ve Svobodném slově roku 1967 Odkaz lovce tajgy a v Zemědělských novinách roku 1979 Revír bez hranic. Spolupracoval také s Československou televizí na seriálu ostravského studia Lovy beze zbraní a s Československým rozhlasem.
Luskačova tvorba odráží jeho vřelý vztah k přírodě a zvířatům a je soustředěna téměř výhradně na lesní prostředí a život lidí v něm. Jeho romány a povídky obsahují reportážní a cestopisné prvky i lyrické popisy přírody a vyznačují se smyslem pro dobrodružství projevujícím se v detektivních a špionážních zápletkách. Náměty pro svá díla často čerpal z míst, která poznal při svém pobytu v Sovětském svazu. Z přístupu k sovětským reáliím a ze schematismu mnohých postav, oddaných myšlenkám socialismu, je však patrná autorova komunistická orientace a jeho didaktické cíle. Značnou část jeho textů literárně upravoval v reedicích z 80. let Jiří Sedláček.

## Dílo
- Cesta v ledu (1932), vyšlo rusky za autorova pobytu v Sovětském svazu.
- Karelské léto (1933), vyšlo rusky za autorova pobytu v Sovětském svazu.
- Zelený ráj (1948), roku 1987 v literární úpravě Jiřího Sedláčka, roku 1989 pod názvem Zelené eldorádo, sbírka povídek popisující přírodu, zvířenu a autorovy lovecké zážitky v Karélii.
- Revír bez hranic (1953), roku 1982 v literární úpravě Jiřího Sedláčka. sbírka povídek líčící lovecká dobrodružství českého inženýra, která zažil v Sovětském svazu – revíru bez hranic.
- Lovci veliké země (1954), sbírka dobrodružných, přírodopisných a národopisných povídek z tajgy.
- Odkaz lovce tajgy (1956), roku 1981 v literární úpravě Jiřího Sedláčka, dobrodružný román pro mládež o výpravě do neprobádaných končin sibiřské tajgy.
- Závoj zeleného ticha (1960), roku 1986 v literární úpravě Jiřího Sedláčka, sbírka povídek, které vypráví o loveckých i vědeckých výpravách autora v Sovětském svazu.
- Hlas pralesa (1962), rozšířeno roku 1971, povídky pro mládež, autorovy vzpomínky na lovecké příběhy prožité v lesích a pralesích Karélie, Valdajské vrchoviny, v sibiřské tajze i ve stepích Afghánistánu.
- Bílá straka (1964), roku 1980 v literární úpravě Jiřího Sedláčka, román, situovaný do karelských lesů ve třicátých letech 20. století, zachycuje souboj sovětských bezpečnostních orgánů se skupinou německých špiónů, která se snaží uloupit ukryté poklady ruských klášterů z předrevolučních dob.
- Na loveckých stezkách (1964), příběhy vycházející na pokračování v časopise Svět sovětů.
- Číhající stíny (1965), čtyři povídky, jejichž děj se odehrává v lesích Sovětského svazu.
- Dračí zub (1966), roku 1979 v úpravě Jiřího Sedláčka jako Tajemství dračího zubu, dobrodružný román, obehrávající se v sibiřské tajze, ve kterém se řeší tajemství objeveného sarkofágu dávného vojevůdce a amuletu nalezeného na prsou jeho mumifikované mrtvoly.
- Jedovaté žihadlo (1969), roku 1984 v literární úpravě Jiřího Sedláčka, detektivní román z prostředí sovětsko-finské hranice těsně před druhou světovou válkou.